# باغ اسرارآمیز
باغ مخفی یا باغ اسرارآمیز (به انگلیسی: The Secret Garden) کتابی است نوشتهٔ نویسنده زن زادهٔ منچستر انگلستان، فرانسس هاجسون برنت. این کتاب اولین بار در سال ۱۹۱۰ به چاپ رسید؛ ولی نسخهٔ معروف آن با تجدید چاپ در سال ۱۹۹۳ به چاپ رسید. داستان نزد کودکان بسیار محبوب شد؛ زیرا موضوع اصلی داستان باغی اسرارآمیز است که سه کودک آن را کشف کرده‌اند و بزرگ‌ترها از آن بی‌خبرند.

## خلاصه داستان

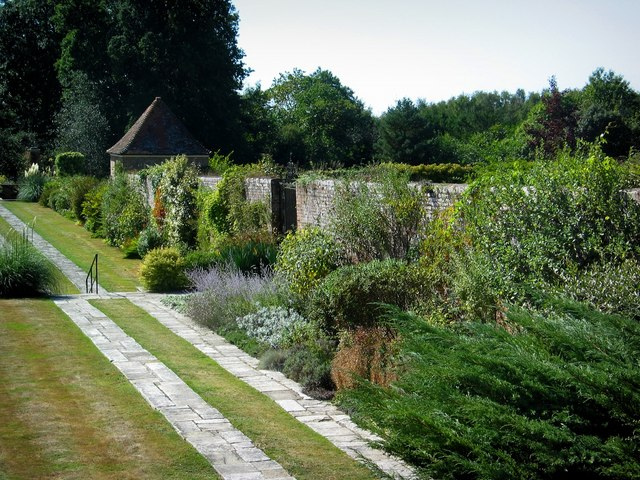
داستان باغی که ده سال است که در آن قفل شده‌است و کلید همچنان مفقود است

دوشیزه «مری لنوکس» کوچک، دختری است بداخلاق و پرخاشگر. وقتی در هند پدر و مادر خود را از دست می‌دهد، به انگلستان برگردانده می‌شود تا با عموی خود در خانه‌ای بزرگ، ساکت، و قدیمی زندگی کند. در طول روز کاری برای انجام دادن به جز پرسه زدن در باغ‌ها پیدا نمی‌شود، و البته دیدن سینه سرخی که بر فراز دیوارهای باغ اسرارآمیز پرواز می‌کند؛ باغی که ده سال است که در آن قفل شده‌است و کلید همچنان مفقود است.

## دربارهٔ نویسنده
فرانسس الیزا هاجسون برنت در سال ۱۸۴۹ در منچستر انگلستان متولد شد. وی از ۱۶ سالگی شروع به نوشتن داستان برای بزرگ‌سالان و کودکان کرد. دو داستان نخستین او، «لرد فانترلوی کوچک» و «پرنسس کوچولو» از محبوبیت جهانی برخوردار شدند. هر دوی این داستان‌ها دربارهٔ کودکانی دوستانه و خوش‌اخلاق هستند که بچه‌ها با خواندن داستان از آن‌ها درس می‌گیرند؛ ولی کتاب باغ اسرارآمیز، در مورد کودک بداخلاق و خشنی نوشته شد که گویی تنها مواجهه با چیزی حیرت‌انگیز، می‌تواند تغییری در اخلاق او بدهد. او در سال ۱۹۲۴، به مرگ طبیعی جان باخت. از روی داستان باغ اسرارآمیز فیلم‌های زیادی ساخته شده که در محبوبیت این کتاب بی‌تأثیر نیست.